# Ștefan Tapalagă
Ștefan Tapalagă (n. 4 aprilie 1933, Dorohoi, România – d. 21 mai 1994, București, România) a fost un actor român. A jucat pe scena Teatrului de Comedie București. În tinerețe a fost campion la scrimă. A fost fratele actriței Rodica Tapalagă.

## Filmografie
- Alo?... Ați greșit numărul! (1958)
- Nu vreau să mă însor (1961)
- Pași spre lună (1964)
- Casa neterminată (1964)
- Steaua fără nume (1966) - dublaj de voce
- Șapte băieți și o ștrengăriță (1967) - dublaj de voce
- Castelanii (1967)
- Vin cicliștii (1968)
- Căldura (1969) - dublaj de voce
- Haiducii lui Șaptecai (1971)
- Zestrea domniței Ralu (1971)
- Săptămîna nebunilor (1971)
- Muntele ascuns (1975)
- Elixirul tinereții (1975)
- Mușchetarul român (1975)
- Cercul magic (1975)
- Roșcovanul (1976)
- Războiul independenței (Serial TV) (1977)
- Aurel Vlaicu (1978)
- Detașamentul „Concordia” (1981)
- Am o idee!... (1981)
- Grăbește-te încet (1982)
- Cucoana Chirița (1987)
- Chirița în Iași (1988)
- Atac în bibliotecă (1993)